# Бальцер, Сара
Сара Бальцер (фр. Sara Balzer, род. 3 апреля 1995 года, Страсбург, Франция) — французская фехтовальщица на саблях, двукратный серебряный призёр Олимпийских игр 2020 и 2024 годов, чемпионка мира 2025 года, чемпионка Европейских игр, трёхкратная чемпионка Европы и летней Универсиады, призёр чемпионатов мира.

## Биография
Сара Бальцер родилась 3 апреля 1995 года в Страсбурге. 
Дебютировала на международной арене на чемпионате мира в Чикаго в мае 2013 года. Принимала участие на Европейских играх 2015 года в Баку, но выбыла в индивидуальном соревновании уже в первом раунде. В командном турнире заняла четвертое место. В 2017 году выиграла свою первую международную медаль в командных соревнованиях на чемпионате Европы в Тбилиси, завоевав бронзу.
На Олимпийских играх 2020 года в Токио, которые проходили в 2021 году, Бальцер в составе сборной Франции, в командном турнире, обыграли команду США в стартовом раунде со счетом 45-30, в полуфинале обыграли команду Италии со счетом 45-39. В финале француженки встретились со сборной России, которой уступили со счетом 41:45 и заняли итоговое второе место, завоевав серебряную медаль.
В 2022 году в Анталии стала чемпионкой Европы, а также завоевала бронзовую медаль в индивидуальном соревновании. На чемпионате мира в Каире в том же году она заняла второе место в командном турнире.
На летних Олимпийских играх 2024 года в Париже в индивидуальном турнире саблисток Бальцер уступила в финале своей соотечественнице Манон Брюне и завоевала серебряную медаль. 
В 2025 году на чемпионате мира в Тбилиси завоевала золотую медаль в командных соревнованиях. 
После завоевания медали на Олимпийских играх 2020 года была награждена Рыцарским крестом французского ордена «За заслуги».